# James Welch
Pour les articles homonymes, voir Welch.
Œuvres principales
- L'hiver dans le sang (1974)
- Comme des ombres sur la Terre (1986)
- A la grâce de Marseille (2000)

Compléments
C'est un beau jour pour mourir
James Welch est un romancier et poète américain, né dans la réserve indienne Pieds-Noirs de Browning (Montana) le 18 novembre 1940 et mort le 4 août 2003 à Missoula (Montana). Son origine amérindienne occupe une place essentielle dans son œuvre littéraire.

## Biographie
James Welch est né à Browning, dans le Montana, en 1940. Son père est membre de la tribu des Pieds Noirs tandis que sa mère appartient à la tribu des Gros Ventres. Tous les deux comptent également des Irlandais parmi leurs ancêtres. Enfant, James Welch se rend à l'école de la réserve Pieds Noirs puis à Fort Belknap Agency.
Après un diplôme de fin d'études secondaires obtenu au lycée Washburn de Minneapolis, dans le Minnesota, James Welch obtient une licence à l'Université du Montana. Dans le cadre d'un mastère en beaux-arts, il suit pendant deux ans les ateliers d'écriture créative du romancier Richard Hugo. Ce-dernier lui conseille d'écrire sur ce qu'il connaît le mieux, à savoir la terre et les gens du Montana septentrional. Cela se retrouve dans son premier livre et unique recueil de poèmes Il y a des légendes silencieuses (Riding the Earthboy 40), qui paraît en 1971 : déjà le vécu amérindien occupe une place centrale. Mais le succès vient avec son premier roman, L'hiver dans le sang (Winter in the Blood), en 1974 : y est décrite avec réalisme la vie dans une réserve indienne du Montana septentrional au cours de la décennie 1960. Ce roman est considéré comme une des œuvres les plus importantes du mouvement littéraire Renaissance amérindienne.
Écrivain reconnu aux États-Unis comme en Europe, James Welch anime des ateliers d'écriture créative à l'Université de Washington à Seattle, puis à la prestigieuse Université Cornell, dans l'État de New York, où il enseigne également la littérature amérindienne contemporaine.
Docteur honoris causa de l'Université du Montana, de l'Université d'État du Montana, et du Rocky Mountain College, James Welch reçu un prix du Cercle des écrivains amérindiens (Native Writers' Circle of the Americas) pour l'ensemble de son œuvre littéraire. En France, James Welch a été élevé au rang de chevalier de l'Ordre des Arts et des Lettres en 2000.
James Welch meurt le 4 août 2003 d'un cancer du poumon, à l'âge de 62 ans.

## Œuvres traduites en français

### Romans
- Winter in the Blood (1974) L'Hiver dans le sang, traduit de l'américain par Michel Lederer, Paris, Albin Michel, coll. « Terres d'Amérique », 1992, 212 pages  (ISBN 2-226-05857-5) ; rééd. Paris, 10/18, coll. « Domaine étranger » no 2460, 1999  (ISBN 2-264-00018-X)
- The Death of Jim Loney (1979) La Mort de Jim Loney, traduit de l'américain par Michel Lederer, Paris, Albin Michel, coll. « Terres d'Amérique », 1993, 249 pages  (ISBN 2-226-06345-5) ; rééd., Paris, 10/18, coll. « Domaine étranger » no 2630, 1995  (ISBN 2-264-00058-9)
- Fools Crow (1986) Comme des ombres sur la terre (Fools Crow, 1986), roman, traduit de l'américain par Michel Lederer, Paris, Albin Michel, coll. « Terre indienne », 1994, 394 pages  (ISBN 2-226-06902-X) ; rééd. Paris, 10/18, coll. « Domaine étranger » no 2765, 1996  (ISBN 2-264-02302-3)
- The Indian Lawyer (1990) L'Avocat indien, traduit de l'américain par Michel Lederer, , Paris, Albin Michel, coll. « Terre indienne », 1996, 317 pages  (ISBN 2-226-08469-X) ; rééd., Paris, 10/18, coll. « Domaine étranger », 2001, 317 pages  (ISBN 2-264-03059-3)
- The Heartsong of Charging Elk (2000)  À la grâce de Marseille, traduit de l'américain par Michel Lederer, Paris, Albin Michel, coll. « Terres d'Amérique », 2001, 469 pages  (ISBN 2-226-12554-X) ; rééd., Paris, 10/18, coll. « Domaine étranger », 2003, 469 pages  (ISBN 2-264-03615-X)

### Poésie
- Riding the Earthboy 40 (1971) Il y a des légendes silencieuses : Poèmes, édition bilingue d'un recueil de poésie traduit de l'américain par Michel Lederer, Paris, Albin Michel, coll. « Terres d'Amérique », 2002, 240 pages  (ISBN 2-226-13465-4)

### Essais
- Killing Custer: The Battle of Little Bighorn and the Fate of the Plains Indians (1994) C'est un beau jour pour mourir : l'Amérique de Custer contre les Indiens des Plaines, 1865-1890, traduit de l'américain par Michel Valmary, Paris, Albin Michel, coll. « Littérature générale », 2000, 304 pages  (ISBN 2-226-10716-9)

### Nouvelles
- Jim Harrison et James Welch, Terres d'Amérique, recueil de deux nouvelles, traduit de l'américain par Brice Matthieussent et Michel Lederer, Paris, Albin Michel, 1997, 55 pages  (ISBN 2-226-09351-6)

## Œuvres non encore traduites en français
- James Welch et Paul Stecker, Last Stand at Little Bighorn, script pour un film documentaire, PBS.

### Livres
- Mary Jane Lupton, James Welch: A Critical Companion, Greenwood, 2004, 184 pages.  (ISBN 0313327254)
- Ronald E. McFarland, Understanding James Welch, University of South Carolina Press, 2000, 212 pages.  (ISBN 1570033498)

### Articles
- Joseph L. Coulombe, "Writing for Connection: Cross-Cultural Understanding in James Welch’s Historical Fiction", Studies in American Indian Literature, University of Nebraska Press, Volume 20, Numéro 3, Automne 2008, pages 1 à 28.
- James J. Donahue, "«A World Away from His People»: James Welch's The Heartsong of Charging Elk and the Indian Historical Novel", Studies in American Indian Literature, University of Nebraska Press, Volume 18, Numéro 2, été 2006, pages 54 à 82.